# Datadog
Datadog — служба наблюдения за облачными приложениями, обеспечивающая мониторинг работы серверов, баз данных, инструментов и сервисов с помощью платформы анализа данных на основе SaaS.

## Описание
Использует агент на основе Go, переписанный с нуля с момента выпуска 6-й версии 28 февраля 2018. Ранее он был основан на Python. Его серверная часть построена с использованием ряда технологий с открытым и закрытым исходным кодом, включая D3.js, Apache Cassandra, Kafka, PostgreSQL и т. д.
В 2014 году поддержка Datadog была расширена для нескольких поставщиков облачных услуг, включая Amazon Web Services, Microsoft Azure, Google Cloud Platform и Red Hat OpenShift. На сегодняшний день компания поддерживает более 450 готовых интеграций.